# 花蓮の夏
『花蓮の夏』（かれんのなつ、原題：盛夏光年、英題：Eternal Summer）は、2006年公開の台湾映画。尚、『盛夏光年』は台湾ではノベライズもされている。

## ストーリー
台湾東部の花蓮県で生まれ育ったジェンシン（正行）とショウヘン（守恒）。ショウヘンは問題児でクラスの嫌われ者だったため、小学校の担任の先生はジェンシンにショウヘンと友達になって面倒を見るよう頼む。最初は義務感から友達になったジェンシンだったが、すぐに二人は親友になる。
成長するにつれ、ジェンシンはショウヘンに恋心を抱くようになるが、想いを伝えることのできないままでいた。ある日、二人の通っている高校にホイジャ（慧嘉）という女の子が香港から転校して来る。ホイジャとジェンシンは親しくなるが、ジェンシンはホイジャを恋人として見ることができない。そんなジェンシンの気持ちをホイジャは見抜いてしまう。一方、ショウヘンは次第にホイジャに惹かれるようになるが、ジェンシンとの友情も壊したくない。しかしジェンシンはショウヘンからもホイジャからも距離を置くようになってしまう。
大学に進学し、台北で暮らすようになった三人は、友情と恋心の狭間で揺れ動く。

## 小説と映画の相違点
- 小說ではジェンシンは2005年に交通事故で死亡し，ショウヘンとホイジャはジェンシンの葬式に出席する為に花蓮県に帰ったのに対し，映画ではジェンシンは死亡していない設定になっている。

- 小說ではショウヘンは、ジェンシンとの対話の中で間接的に自分のジェンシンに対する思いは恋人としての愛であるとはっきり認めた、という妄想を抱いているのに対し，映画ではセックスシーンを除けば，ショウヘンはただジェンシンは自分の最高の友達であると言っているに過ぎない。

- 小說ではホイジャは日本から台湾に来たのに対し，映画では香港から来た設定になっている。

- 小說ではショウヘンは国立体育大学に合格し，ジェンシンは私立大学に合格した設定になっているのに対し，映画では二人は一緒に同じ私立大学に合格した設定になっている。

## キャスト
- カン・ジェンシン（康正行）： ブライアン・チャン（張睿家）
- ユー・ショウヘン（余守恆）： ジョセフ・チャン（張孝全）
- トウ・ホイジャ（杜慧嘉）： ケイト・ヤン（楊淇）

## スタッフ
- 監督：レスト・チェン
- 提供：アミューズ、ポニーキャニオン
- 配給・宣伝：マジックアワー